# Ciprian Porumbescu
Ciprian Porumbescu (Sipote, 14 de outubro de 1853 - Stupca, 6 de julho de 1883) foi um compositor romeno.

## Vida
Nascido em Șipotele Sucevei em Bukovina (agora Shepit, Vyzhnytsia Raion, Ucrânia). Ele estava entre os compositores romenos mais famosos de seu tempo; suas obras populares incluem Crai nou, Trei culori, Song for 1 May, Ballad for violin and piano, e Serenada. Além disso, ele compôs a música para a canção patriótica romena "Pe-al nostru steag e scris Unire" ("Unidade está escrito na nossa bandeira"), que foi o hino da Roménia 1975-1977 e é atualmente utilizado pela Albânia como hino nacional, 'Hymni i Flamurit'. Seus trabalhos passam através de várias formas e gêneros musicais, mas a maioria de sua obra são de corais e operetas.